# Hippomedon granulosus
Hippomedon granulosus is een vlokreeftensoort uit de familie van de Lysianassidae. De wetenschappelijke naam van de soort is voor het eerst geldig gepubliceerd in 1955 door Bulycheva.